# Teufelsberg (Rhön)
Der Teufelsberg, zwischen Bischofsheim und Gersfeld im fränkischen Landkreis Rhön-Grabfeld gelegen, ist ein 844 m ü. NHN hoher Berg der Hohen Rhön, einem Teil des Mittelgebirges Rhön. Östlicher Nachbar ist der Himmeldunkberg (888 m) mit dem der Teufelsberg zunächst die Nebenberge der Hohen Hölle und mit weiteren Bergen der Hohen Rhön den Höhenzug des Dammersfeldrückens bildet.

## Geographie

### Lage
Der Gipfel des Teufelsbergs ist ein eher unauffälliger Teil des Dammersfeldrückens und sticht zwischen Himmeldunkberg und Simmelsberg kaum hervor. Er liegt - gegen den Uhrzeigersinn betrachtet –
3,7 km südöstlich von Gersfeld, 1,8 km nördlich von Oberweißenbrunn und 5 km nordwestlich von Bischofsheim (jeweils Luftlinie).
Westlich des Teufelsberges gibt es einen Pass (Höhe xxx m) durch den Dammersfeldrücken, am nordwestlichen Abhang des Berges liegt die Quelle der Brend.

### Naturräumliche Zuordnung
Der Teufelsberg gehört in der naturräumlichen Haupteinheitengruppe Osthessisches Bergland (Nr. 35), in der Haupteinheit Hohe Rhön (354) und in der Untereinheit Südliche Hochrhön (354.0) zum Naturraum Dammersfeldrücken (354.00).

### Gestein
Der Teufelsberg liegt am westlichen Rand der Basaltdecke die besonders im Gebiet der Langen Rhön auffällig ist.

## Schutzgebiete
Der Teufelsberg liegt im Landschaftsschutzgebiet Bayerische Rhön (CDDA-Nr. 396113; 95,98 km² groß), im Naturpark Bayerische Rhön, im Biosphärenreservat Rhön, sowie im  Fauna-Flora-Habitat-Gebiet Bayerische Hohe Rhön (FFH-Nr. 5526-371; 19,02 km²) und im Vogelschutzgebiet Bayerische Hohe Rhön (VSG-Nr. 5526-471; 19,02 km²).

## Infrastruktur, Verkehr und Wandern
Vom westlichen Teil des Dammersfeldrückens mit der Dammersfeldkuppe und dem Truppenübungsplatz Wildflecken ist der Teufelsberg durch die unmittelbar an seinem Fuß verlaufende Bundesstraße 279 getrennt, über die er gut zu erreichen ist. An der Straße liegt beim Gasthof Schwedenschanze ein Parkplatz von dem ein örtlicher Wanderweg ausgeht, über den Gipfel führt auch der Fernwanderweg Main-Werra Weg und der Jakobsweg Fulda-Schweinfurt. Vom nicht bewaldeten oberen Teil des Berges hat man eine gute Sicht zum Kreuzberg und in Richtung der Dammersfeldkuppe.